# Sakra królów Francji

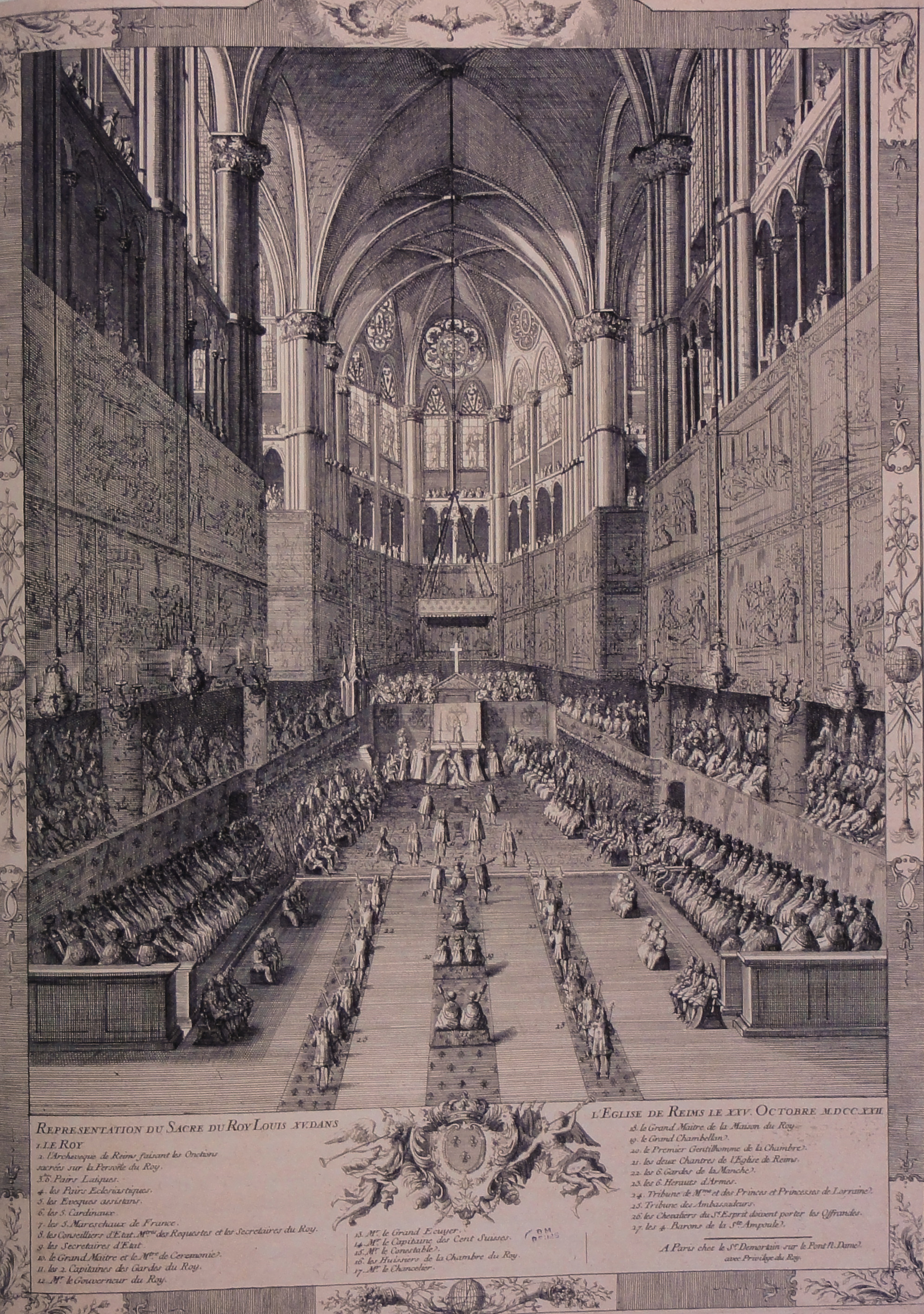
Sakra Ludwika XV

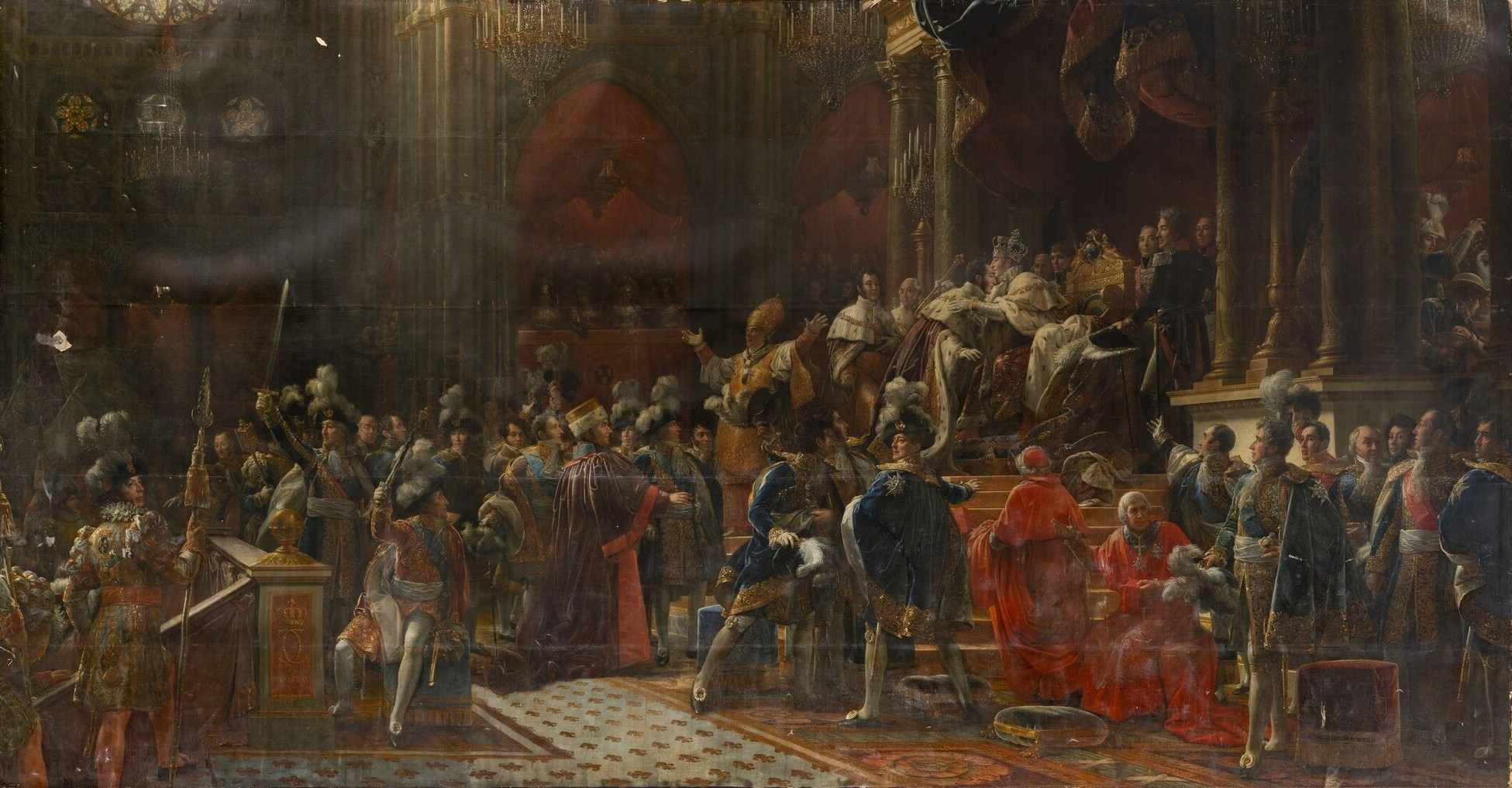
Sakra Karola X (obraz François Gérarda)

Sakra królów Francji – ceremoniał związany z obejmowaniem przez nowego króla korony francuskiej, według praw fundamentalnych monarchii francuskiej nadający mu szczególny status społeczny oraz przywileje o boskim pochodzeniu (umiejętność leczenia chorych na skrofuły).
Pierwsza ceremonia sakry odbyła się w momencie obejmowania władzy przez Pepina Małego i została przeprowadzona przez arcybiskupa Moguncji Bonifacego-Winfrida w celu podkreślenia sojuszu między Kościołem katolickim a dynastią Karolingów. Ostatnia ceremonia sakry została przeprowadzona 29 maja 1825 w Reims, była to sakra Karola X.
Dokładny przebieg ceremonii sakry znany jest z tekstu Ordines ad consecrandum et coronandum regem, spisanego w ostatnich latach rządów Ludwika IX.

## Przebieg sakry
Tradycyjnym miejscem ceremonii sakry była katedra w Reims. Przewodniczył jej arcybiskup Reims z pomocą czterech sufraganów swojej diecezji:
- arcybiskup Reims dokonywał aktu sakry i koronował króla,
- biskup Laonu niósł ampułkę ze Świętym Olejem,
- biskup Langres niósł berło,
- biskup Beauvais niósł tunikę i płaszcz królewski,
- biskup Châlons niósł pierścień królewski.

Towarzyszył im przełożony opactwa św. Remigiusza w Reims, gdzie przechowywany był Święty Olej, oraz biskup opactwa św. Dionizego w Saint-Denis, gdzie przed sakrą znajdowały się insygnia władzy królewskiej.
Szlachtę francuską, która w czasie sakry ukazywała swoją gotowość do obrony monarchii, reprezentowało sześciu parów: książę Burgundii, książę Normandii, książę Akwitanii, hrabia Tuluzy, hrabia Flandrii, hrabia Szampanii, zaś w szczególnych przypadkach ich zastępcy, arystokraci posiadający inne tytuły. Ceremonia sakry zawsze była publiczna i każdy poddany króla mógł być jej obserwatorem.

## Przysięgi królewskie
W czasie ceremonii sakry król składał rytualne przysięgi Kościołowi katolickiemu oraz Koronie francuskiej. Zobowiązywał się do walki z heretykami oraz zagwarantowania ludowi chrześcijańskiemu w jego kraju życia w pokoju, w tym zachowania dotychczasowego porządku społecznego.
W czasach nowożytnych, poza przysięgą kościelną, król składał przysięgi wobec państwa:
- zachować pokój,
- zapobiec upadkowi obyczajów,
- kierować się sprawiedliwością i miłosierdziem,
- walczyć z heretykami.

Do powyższych przysiąg poszczególni królowie mieli prawo dodawać indywidualne.